# Riserva naturale di Scandola
La riserva naturale di Scandola (in francese: réserve naturelle de Scandola, in corso: rèserva naturale di Scandola) fa parte del parco naturale regionale della Corsica: venne istituita nel 1975 su di un'area di quasi 20 chilometri quadrati, metà in mare e metà sulla terraferma, e si trova nella parte centro-occidentale dell'isola francese della Corsica. Essa è stata la prima riserva naturale europea ad avere una parte protetta sul mare e una parte sulla terra; nel 1983 è stata inserita nell'elenco dei patrimoni dell'umanità dell'UNESCO, insieme ai Calanchi di Piana, al Golfo di Girolata e a quello di Porto.
Dal 1985 è insignita del diploma europeo delle aree protette.
La riserva naturale è composta da due settori: l'isoletta di  Elpa Nera e la penisola di Scandola. Le pendici a strapiombo sul mare, alte anche 900 metri, contengono numerose grotte e sono affiancate da molte isolette e baie pressoché inaccessibili, come quella di Tuara.